# Stadtwerk Winterthur
Stadtwerk Winterthur ist ein Querverbundunternehmen der Stadt Winterthur, das im Bereich Versorgung und Entsorgung tätig ist. Es beschäftigt rund 390 Mitarbeitende und erwirtschaftete 2023 einen Umsatz von 292 Mio. CHF.

## Sitz

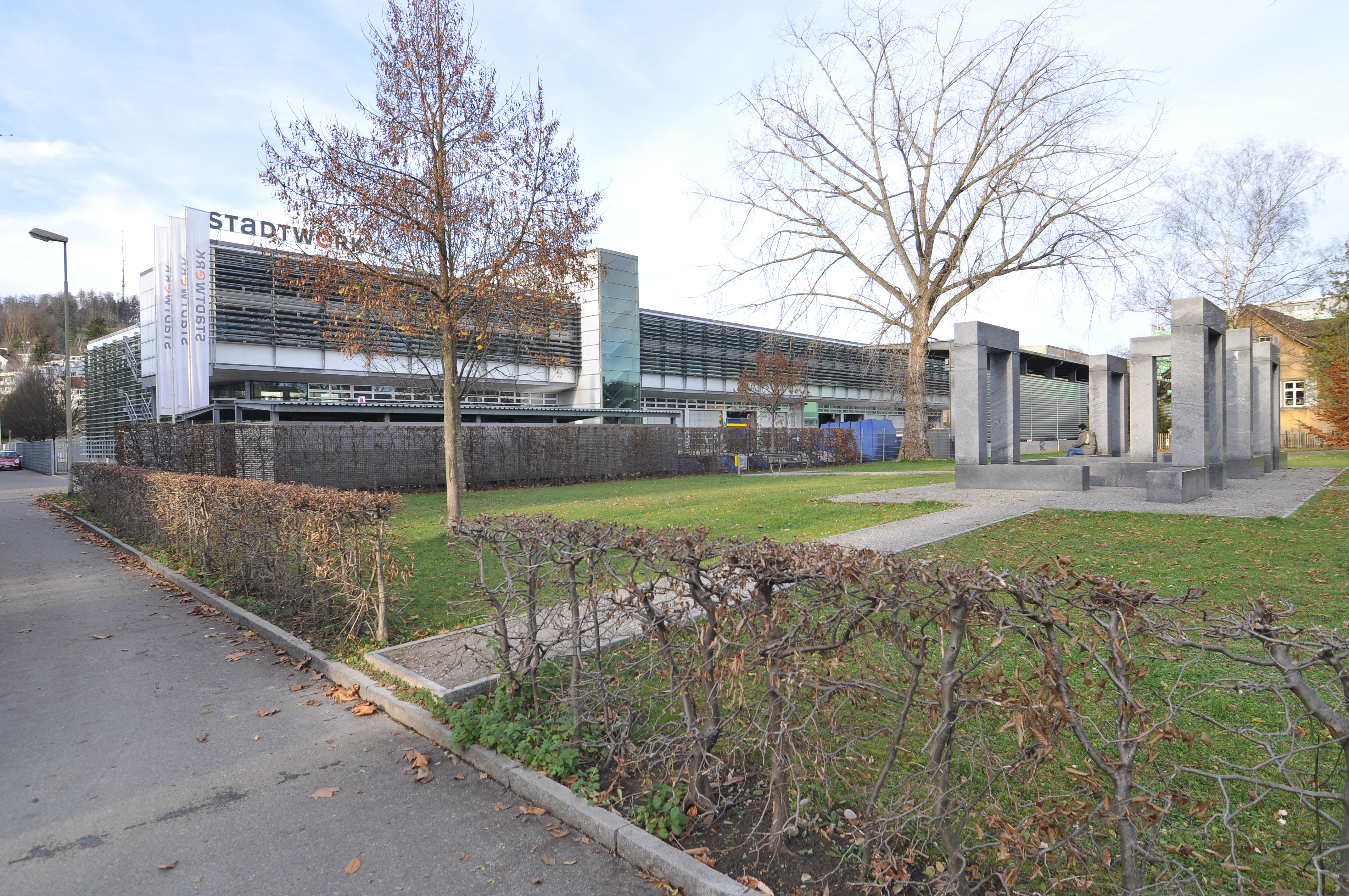
Das Hauptgebäude von Stadtwerk Winterthur. Im Vordergrund die Max-Bill-Anlage.

Seinen Hauptsitz hat Stadtwerk Winterthur an der Unteren Schöntalstrasse 12 – neben dem ehemaligen Gaswerk, das heute als Kulturlokal dient. Das Gebäude befindet sich im Quartier Brühlberg. Von der Zürcherstrasse ist das Areal durch einen kleinen Park mit einer Skulptur von Max Bill abgegrenzt.

## Tätigkeitsgebiete
Stadtwerk Winterthur versorgt die Stadt Winterthur mit Wasser, Elektrizität, Gas und Wärme. Es betreibt eine Kehrichtverwertungsanlage, eine Abwasserreinigungsanlage, ein eigenes Glasfasernetz sowie die öffentliche Beleuchtung der Stadt Winterthur. Zudem bietet Stadtwerk Winterthur diverse Dienstleistungen an, z. B. eine Energieberatung, das Förderprogramm Energie Winterthur oder den Klimafonds Stadtwerk Winterthur.

### Elektrizität
Als Stromversorger beliefert Stadtwerk Winterthur die über 122 000 Winterthurerinnen und Winterthurer (Stand: 2024) sowie rund 4000 Unternehmen und Organisationen mit Strom. Dieser wird auf dem Strommarkt beschafft. In der eigenen Kehrichtverwertungsanlage wird Strom produziert, der rund 20 Prozent des Strombedarfs entspricht.
Die Winterthurer Kundschaft kann unter drei verschiedenen Stromprodukten wählen, die nach ihrer Klimabilanz (CO2-Fussabdruck) abgestuft sind. Rund 94 Prozent des von Stadtwerk Winterthur gelieferten Stroms stammten 2022 aus erneuerbaren Energiequellen.

### Wasser
Stadtwerk Winterthur versorgt die Stadt Winterthur, diverse angrenzende Gemeinden sowie die Gruppenwasserversorgung Vororte und Glattal mit Trinkwasser. Insgesamt verkaufte der Betrieb 2023 über sein rund 420 Kilometer langes Netz rund 14 Millionen Kubikmeter Trinkwasser. Dieses stammt aus dem Grundwasserstrom der Töss und bedarf keinerlei Aufbereitung oder Zusätze. Die erste zentrale Wasserversorgung wurde 1873 in Betrieb genommen.

### Gas
Über sein 216 Kilometer langes Netz beliefert Stadtwerk Winterthur seine Kundschaft in Winterthur mit Gas zum Heizen, Kochen oder Autofahren. In der Industrie wird Gas als Prozessenergie eingesetzt. 2023 wurden in Winterthur 359 Mio. kWh Gas durchgeleitet. Dieses wird fast vollständig über das Netz der Erdgas Ostschweiz AG geliefert, an der Stadtwerk Winterthur mit 4,2 Prozent beteiligt ist. Dem Gas, das als Treibstoff an einer Tankstelle in Winterthur vertrieben wird (bis Ende 2023 zwei Tankstellen), sind mindestens 20 Prozent Biogas beigemischt.
Gemäss dem am 1. September 2022 in Kraft getretenen revidierten Energiegesetz des Kantons Zürich dürfen fossile Brennstoffe nur noch in Ausnahmefällen zur Erzeugung vom Komfortwärme (Raumwärme, Brauchwarmwasser) zum Einsatz kommen. Stadtwerk Winterthur legt deshalb die Gasversorgung Winterthurs schrittweise bis 2040 zum grössten Teil still.

### Abwasserreinigung

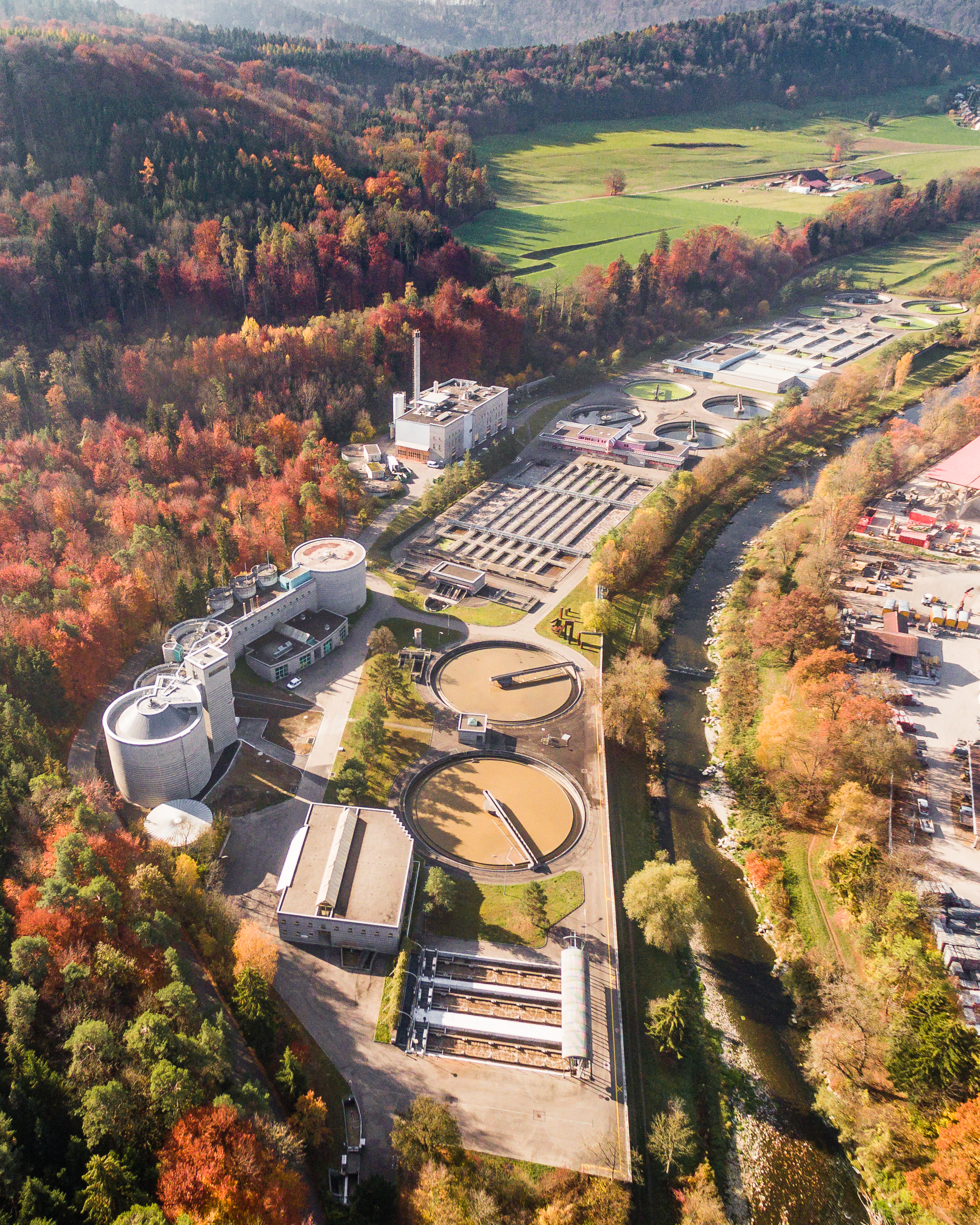
Abwasserreinigungsanlage Winterthur (2015)

Das Schmutzwasser der Stadt Winterthur und diverser umliegender Gemeinden fliesst im über 320 Kilometer langen öffentlichen Kanalnetz zusammen und wird in der Abwasserreinigungsanlage (ARA) von Stadtwerk Winterthur gereinigt. Das gereinigte Abwasser fliesst in die Töss. Jährlich werden in der ARA rund 20 Milliarden Liter Wasser gereinigt.

### Kehrichtverwertung

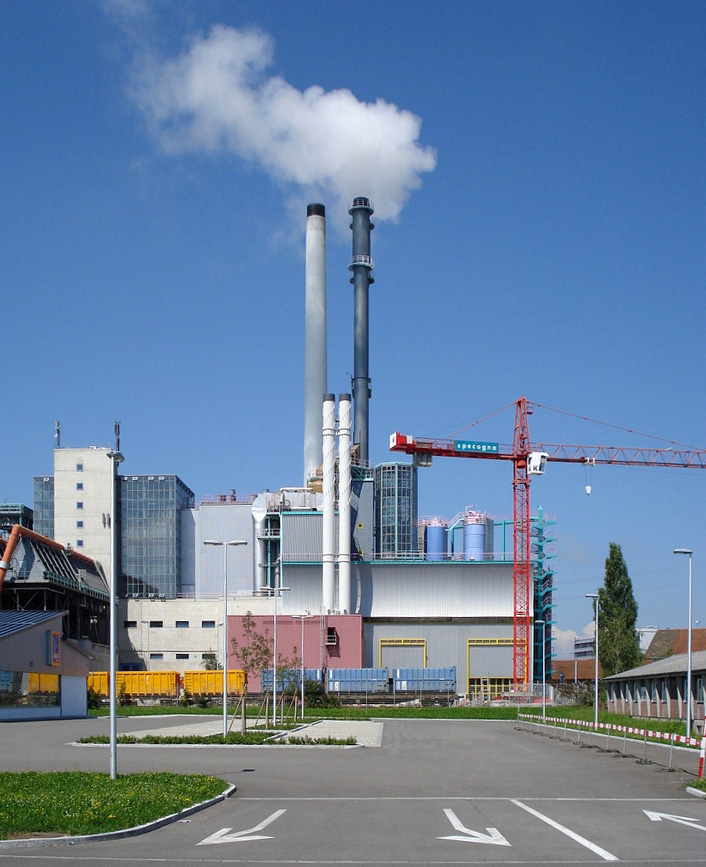
Kehrichtverwertungsanlage Winterthur

In der Kehrichtverwertungsanlage (KVA) von Stadtwerk Winterthur werden seit 1965 die Siedlungsabfälle aus Winterthur und zahlreichen Gemeinden im Kanton Zürich verwertet. Für diese Kundschaft wird die Verwertungssicherheit garantiert. Die restliche Kapazität (rund 70 %) wird für Kehricht aus dem liberalisierten Abfallmarkt (sog. Marktkehricht) genutzt. Dabei handelt es sich zu einem grossen Teil um Bauabfälle. Die KVA verfügt über zwei Verbrennungslinien und hat eine Jahreskapazität von rund 190 000 Tonnen Kehricht. Die durch den Verbrennungsprozess entstehende Energie wird als Strom, als Fernwärme sowie als Prozessdampf genutzt.
Die Stadt Winterthur ist Aktionärin der ZAV Logistik AG, in der die fünf kantonalzürcherischen KVAs zusammengeschlossen sind. Die ZAV Logistik AG stellt die bestmögliche Auslastung der fünf KVAs sicher und gewährleistet die Entsorgungssicherheit auch im Fall geplanter und ungeplanter Anlagenstillstände.

### Fernwärmeversorgung
Die Abwärme der Kehrichtverwertungsanlage wird für die Fernwärmeversorgung eines Teils der Stadt Winterthur genutzt. Rund ein Fünftel des Winterthurer Wärmebedarfs wird so gedeckt. Das Fernwärmenetz wird laufend ausgebaut. Durch die geplante Nutzung der Abwärme der Rauchgasreinigung beider Verbrennungslinien kann in Zukunft aus derselben Abfallmenge rund 30 Prozent mehr Wärmeleistung gewonnen werden. Damit wird die KVA künftig rund ein Drittel des Winterthurer Wärmebedarfs decken.

### Quartierwärme
Stadtwerk Winterthur betreibt sechs Quartierwärmeverbünde. Als Energieträger wird vorwiegend Holz aus den Winterthurer Wäldern verwendet. Die Quartierwärmeverbünde und das Fernwärmenetz werden sukzessive zusammengelegt.

### Telekom
Die Stadt Winterthur ist mit einem flächendeckenden Glasfasernetz erschlossen. Winterthurerinnen und Winterthurer können dank dem offenen Glasfasernetz aus Multimedia-Diensten verschiedener Serviceprovider auswählen. Zudem bietet Stadtwerk Winterthur individuelle Lösungen für die Geschäftskundschaft an.

### Öffentliche Beleuchtung
Im Auftrag der Stadt Winterthur betreibt und unterhält Stadtwerk Winterthur über 11 000 Leuchtstellen in Winterthur. Dabei sind immer mehr LED-Leuchten im Einsatz. Ihr Anteil betrug Ende 2023 64 Prozent. Die LED-Technologie bietet zusätzlich zur hohen Energieeffizienz den Vorteil, dass die Leuchten, sofern sie mit Funk ausgerüstet sind, auch fernsteuerbar und dimmbar sind.

### Energie-Contracting
Mit der Dienstleistung Energie-Contracting plant, finanziert, baut und betreibt Stadtwerk Winterthur Energieanlagen ganz nach Kundenbedürfnis.